# Тайны святого Юра
«Тайны святого Юра» — советский художественный широкоформатный  фильм, снятый режиссёром Валерьяном Пидпалым на киностудии им. Довженко в 1982 году.
Премьера фильма состоялась 6 декабря 1982 года.

## Сюжет
Историко-религиозная драма, основанная на реальных исторических фактах. Действие фильма происходит в годы Первой мировой войны на Западной Украине, когда австро-венгерская монархия втянула галичан в братоубийственную войну, а униатская церковь решила навсегда связать Украину с австрийской короной.
Митрополит УГКЦ Андрей (Шептицкий), поручает молодому хорунжему австрийской армии Роману взять под охрану архивы митрополита в соборе Святого Юра во Львове. Однако Роман, ознакомившись с содержанием некоторых материалов, решает вскрыть страшные тайны о преступлениях униатов и предать гласности секретные архивные документы.

## В ролях
- Андрей Харитонов — Роман, бывший хорунжий австро-венгерской армии
- Владимир Талашко — Oрест
- Елизавета Дедова — Стефа
- Сергей Полежаев — митрополит УГКЦ Андрей (Шептицкий)
- Богдан Ступка — Олекса
- Виктор Щербаков — Иван Варгун
- Александр Гай
- Фёдор Стригун
- Сергей Иванов — Егор
- Любовь Богдан — Ксения
- Алим Федоринский
- Георгий Сотничук
- Елена Чекан
- Владимир Шпудейко
- Пётр Бенюк — Степан
- Осип Найдук — Дмитро Горук
- Леонид Яновский — Дмитрий Петрович Енакиев, капитан
- Геннадий Болотов —
- Вадим Тадер —

Фильм был выпущен в количестве 613 копий, за первые 12 месяцев проката его посмотрели 6,2 млн зрителей.

## Съёмочная группа
- Авторы сценария: Валерьян Пидпалый, Владимир Добрычев
- Режиссёр-постановщик: Валерьян Пидпалый
- Операторы-постановщики: Сергей Лисецкий, Александр Пищиков
- Художник-постановщик: Михаил Полунин, Михаил Раковский
- Композитор: Геннадий Ляшенко
- Режиссёр: Елизавета Рыбак
- Звукооператор: Рема Крупенина
- Государственный симфонический оркестр УССР (дирижер: П. Поляков)
- Директор картины:

## Критика
Искусствовед Сергей Безклубенко, в своей книге «Современный кинопроцесс и действительность», писал:
Главный пафос фильма, как и в «Искуплении чужих грехов», направлен против реакционной антинародной политики и преступной деятельности «слуг господних». Но теперь уже куда более крупного масштаба — верховодов униатской церкви, возглавляемой митрополитом Андреем Шептицким, предавшим интересы украинского народа.

## Награды
- На кинофестивале «Молодость-82» (Киев) актрисе Елизавете Дедовой был вручен диплом за исполнение роли Стефы[3].